# Kerners Köche

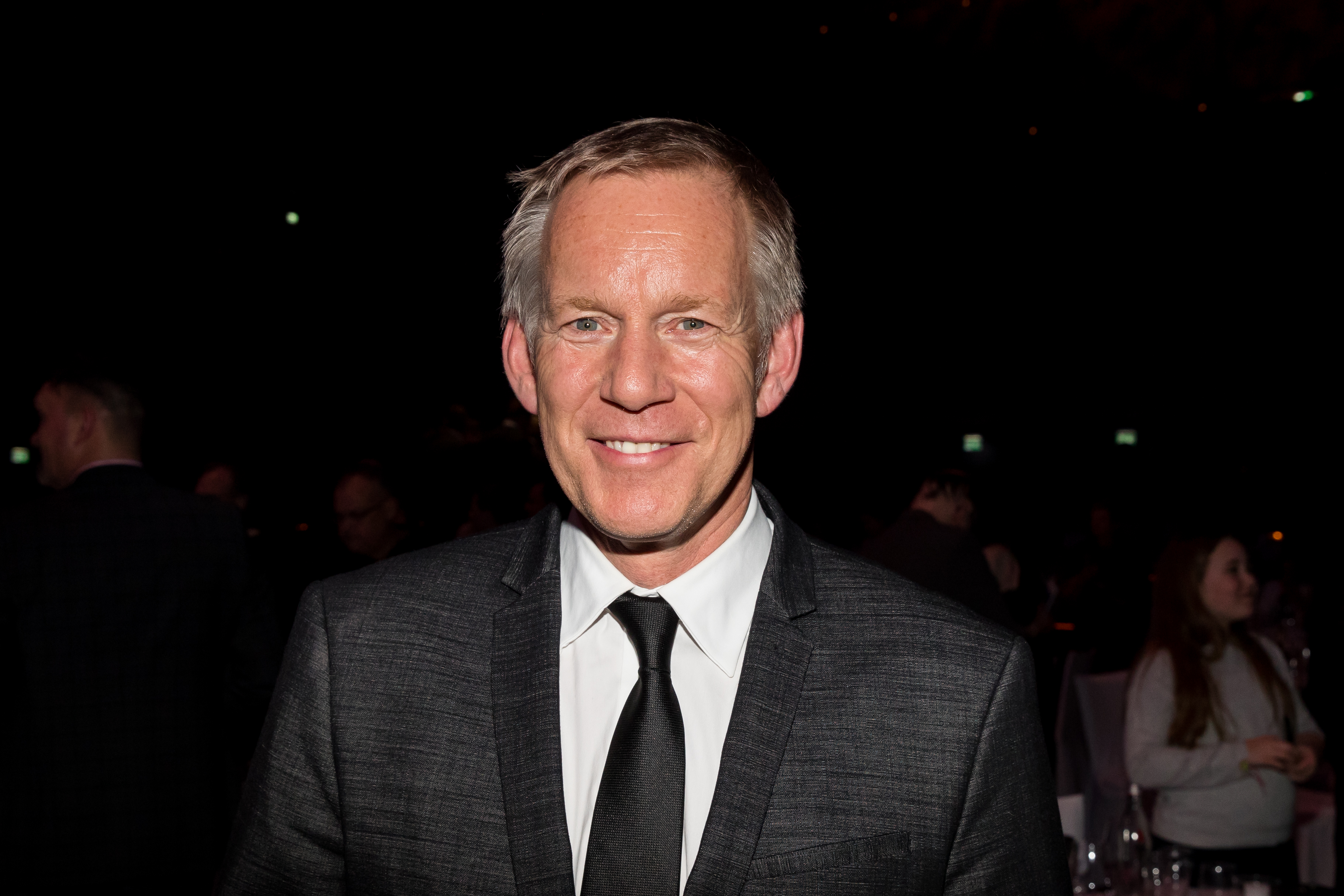
Moderator Johannes B. Kerner

Kerners Köche war eine Kochsendung des ZDF.

## Geschichte
In den Jahren 2005 bis 2008 lief bereits ein ähnliches Format mit dem Titel Kerner kocht als Ableger der Talkshow Johannes B. Kerner, das 2008 bis 2012 von Markus Lanz als Lanz kocht! fortgeführt wurde. Von 2017 bis 2018 lief diese neue Version nun eigenständig auf einem anderen Sendeplatz mit einer Länge von 45 Minuten.

## Ausstrahlung
Kerners Köche lief vom 1. April bis zum 22. Juli 2017 wöchentlich am Samstag von 16:15 bis 17:00 Uhr im ZDF und übernahm damit den Sendeplatz von Lafer! Lichter! Lecker!. Vom 30. September 2017 bis zum 5. Mai 2018 lief die Sendung am Samstag zwischen 15:20 Uhr und 16:05 Uhr. Nach der zweiten Staffel wurde die Sendung wieder eingestellt.

## Konzept
Moderiert wurde die Sendung von Johannes B. Kerner. In jeder Ausgabe traten vier bekannte Köche gegeneinander an, indem sie jeweils ein Gericht kochten. Hierzu standen sie alle an einer langen Arbeitsplatte, an der jeder seinen eigenen Arbeitsplatz hat. Der aus Kamerasicht links Stehende kochte eine Vorspeise, der zweite einen Zwischengang, der dritte einen Hauptgang und der ganz auf der rechten Seite Stehende das Dessert. In dieser Reihenfolge mussten die Gerichte auch fertig werden und von den drei Mitstreitern probiert werden. Personen aus dem Studiopublikum durften von den übrig gebliebenen Speisen probieren. In unregelmäßigen Abständen fanden „Überraschungsmenü“-Sendungen statt, bei der den Köchen die Zutaten in der Sendung vorgegeben wurden, aus denen sie ein Gericht zubereiten mussten.
In der ersten Staffel wurden die Gerichte jeweils für die anderen Köche nicht sichtbar mit einer Punktzahl von 1 (sehr schlecht) bis 10 (sehr gut) bewertet, indem die Köche die Karte mit der entsprechenden Zahl in die Kamera hielten. Es waren also maximal 30 Punkte möglich. Am Ende gab Moderator Kerner den Gesamtsieger bekannt, der als Preis eine Anstecknadel mit dem Logo der Sendung erhielt. Zudem waren die Rezepte zu allen gekochten Gerichten für die Zuschauer als Videotutorials unmittelbar nach der Ausstrahlung auf der Internetseite des ZDF zu finden.

## Gäste
Neben Alfons Schuhbeck, Cornelia Poletto, Alexander Herrmann, Nelson Müller, Sarah Wiener, Johann Lafer, Ralf Zacherl, Mario Kotaska, Léa Linster, Rainer Sass und Tim Mälzer, die bereits zwischen 2005 und 2008 dabei waren, wirkten in der Neuauflage auch neue Köche wie Meta Hiltebrand, Alexander Kumptner, Sebastian Lege, Maria Groß, Ludwig Heer, Christian Lohse, Tarik Rose, Juan Amador, Pia-Engel Nixon, Brian Bojsen, Roland Reuss und Tom Franz mit.

## Ausgaben

### Staffel 1
| Nr. | Datum          | Köche              | Gerichte | Punkte |
| --- | -------------- | ------------------ | --- | ------ |
| 01  | 1. April 2017  | Alexander Kumptner | Thai Beef Salat mit tropischen Früchten und Erdnuss-Sud                                                                                            | 22     |
| 01  | 1. April 2017  | Meta Hiltebrand    | Tuna-Tataki auf einem süßgeflämmten Melonen-Carpaccio mit Avocado-Apfel-Frühlingszwiebel-Salat an Balsamico-Reduktion                              | 21     |
| 01  | 1. April 2017  | Alexander Herrmann | Jägerschnitzel „de Luxe“ mit Gewürz-Orangenbutter und Haselnuss-Kartoffelstampf                                                                    | 18     |
| 01  | 1. April 2017  | Johann Lafer       | Röllchen aus Kokos, Mango mit 72%-Schokolade und Kokos-Eis                                                                                         | 21     |
| 02  | 8. April 2017  | Alexander Herrmann | Roh mariniertes Damwild mit süß-sauren Pilzen | 23     |
| 02  | 8. April 2017  | Sebastian Lege     | Schottischer Lachs aus der Smokey-Steam-Box mit Spinat                                                                                             | 22     |
| 02  | 8. April 2017  | Johann Lafer       | Coq au Vin vom Stubenküken | 28     |
| 02  | 8. April 2017  | Sarah Wiener       | Malabi mit Rosenwasser und Granatapfelkernen | 18     |
| 03  | 15. April 2017 | Sarah Wiener       | Süchtig machendes Hummus aus dem Heiligen Land mit allem, was dazugehört                                                                           | 25     |
| 03  | 15. April 2017 | Nelson Müller      | Osterei mit Blumenkohl und Schnittlauchsud | 23     |
| 03  | 15. April 2017 | Alexander Herrmann | Oster-Maishähnchen, Schwarzbrotschmelze und geschmorte Salatspieße                                                                                 | 23     |
| 03  | 15. April 2017 | Johann Lafer       | Gefülltes Osternest | 29     |
| 04  | 22. April 2017 | Cornelia Poletto   | Vitello tonnato | 22     |
| 04  | 22. April 2017 | Ralf Zacherl       | Steak Tatar 2.0 mit Gurkenjoghurt | 19     |
| 04  | 22. April 2017 | Alfons Schuhbeck   | Backhendl auf Kartoffel-Bärlauch-Salat mit Buttermilchremoulade                                                                                    | 26     |
| 04  | 22. April 2017 | Johann Lafer       | Erdbeerkuchen mit Erdbeer-Joghurteis | 28     |
| 05  | 29. April 2017 | Nelson Müller      | Zweierlei von der Forelle mit Apfel-Radieschen-Sud und Brotchips                                                                                   | 24     |
| 05  | 29. April 2017 | Maria Groß         | Landei mit Brunnenkresse und Couscous | 23     |
| 05  | 29. April 2017 | Johann Lafer       | Rosa gebratene Lammfilets mit gegrilltem Gemüse und Bärlauchmarinade                                                                               | 23     |
| 05  | 29. April 2017 | Ludwig Heer        | Gefüllte Dampfnudeln mit Chaisoße und Erdbeeren | 24     |
| 06  | 6. Mai 2017    | Cornelia Poletto   | Asiatischer Rindfleisch-Papaya-Salat mit Akazienhonig-Vinaigrette                                                                                  | 22     |
| 06  | 6. Mai 2017    | Alfons Schuhbeck   | Gebratene Stubenkükenbrust mit Spargel-Morchel-Salat                                                                                               | 22     |
| 06  | 6. Mai 2017    | Mario Kotaska      | Steinbuttfilet auf Graupen mit geschmortem Fenchel und einer Tomaten-Aprikosen-Salsa                                                               | 20     |
| 06  | 6. Mai 2017    | Christian Lohse    | Susi-Wong-Tiramisu | 22     |
| 07  | 13. Mai 2017   | Alfons Schuhbeck   | Gebratene Garnelen und marinierte Jakobsmuscheln mit Frühlingsgemüse                                                                               | 23     |
| 07  | 13. Mai 2017   | Cornelia Poletto   | Tataki vom Ibérico-Schwein mit wildem Brokkoli, Pak Choi und Erdnüssen                                                                             | 25     |
| 07  | 13. Mai 2017   | Alexander Kumptner | Glasierter Wolfsbarsch mit Nduja-Orzo-Pasta und Basilikumschaum                                                                                    | 23     |
| 07  | 13. Mai 2017   | Mario Kotaska      | Quarkklöße mit Rhabarber und Rahmeis | 24     |
| 08  | 20. Mai 2017   | Sarah Wiener       | Gebratener Alpenlachs mit Gemüsebandnudeln und pannonischem Safran                                                                                 | 20     |
| 08  | 20. Mai 2017   | Alexander Herrmann | Gebackener Karpfen, Sellerie-Sesam-Salat mit Zitrone und Meerrettich                                                                               | 20     |
| 08  | 20. Mai 2017   | Christian Lohse    | Bouletten mit Rahmlauch | 23     |
| 08  | 20. Mai 2017   | Alfons Schuhbeck   | Geeistes Holundersüppchen mit Topfennockerl und Beeren                                                                                             | 25     |
| 09  | 27. Mai 2017   | Alfons Schuhbeck   | Geblätterter Thunfisch mit gefüllten Salatherzen                                                                                                   | 26     |
| 09  | 27. Mai 2017   | Tarik Rose         | Geräuchertes Tatar vom Saibling mit gerösteten Speckkartoffeln und Meerrettich-Schaum                                                              | 21     |
| 09  | 27. Mai 2017   | Léa Linster        | Entenbrust in Ahornsirup gebraten mit Erdbeeren und Estragon                                                                                       | 21     |
| 09  | 27. Mai 2017   | Alexander Kumptner | Pochierte Eischneekugel mit Vanille und geschmolzenen Himbeeren                                                                                    | 24     |
| 10  | 3. Juni 2017   | Nelson Müller      | Kabeljau mit Alb-Linsen, Meerrettich und Schweinebauch                                                                                             | 24     |
| 10  | 3. Juni 2017   | Meta Hiltebrand    | Pochiertes Kalbsmedaillon im Rote-Bete-Saft mit Serrano-Schinken-Chips auf grünen Spargelspitzen mit Wasabi-Crème-fraîche und asiatischen Sprossen | 25     |
| 10  | 3. Juni 2017   | Cornelia Poletto   | Lackierte Perlhuhnbrust mit allerlei Mais und geräucherter Zwetschgenjus                                                                           | 27     |
| 10  | 3. Juni 2017   | Alexander Herrmann | Süße Avocado-Creme mit Schokostreuseln, Joghurtsorbet und marinierten Himbeeren                                                                    | 27     |
| 11  | 10. Juni 2017  | Alfons Schuhbeck   | Rote-Bete-Salat mit Birnen und gegrilltem Pulpo | 25     |
| 11  | 10. Juni 2017  | Léa Linster        | Lachs-Confit mit Kresse-Püree und einer Emulsion aus Zitrusfrüchten                                                                                | 27     |
| 11  | 10. Juni 2017  | Juan Amador        | Rehrücken mit Purple-Curry-Schmelze an Mango- und Kokos-Creme                                                                                      | 24     |
| 11  | 10. Juni 2017  | Christian Lohse    | Fontainebleau von Himbeeren mit Marillen-Crème-fraîche                                                                                             | 25     |
| 12  | 17. Juni 2017  | Johann Lafer       | Teriyaki-Lachs mit pikantem Apfelsalat | 27     |
| 12  | 17. Juni 2017  | Pia-Engel Nixon    | Topinambur-Suppe mit Spinatpesto und Haselnuss | 20     |
| 12  | 17. Juni 2017  | Nelson Müller      | Rind \| Coleslaw \| Zwiebelconfit \| Cranberry | 24     |
| 12  | 17. Juni 2017  | Sarah Wiener       | Kaffee-Biskuitrolle mit frischem Erdbeer-Ragout | 22     |
| 13  | 24. Juni 2017  | Brian Bojsen       | Süßer Glückstädter Matjes mit beschwipstem Obst | 20     |
| 13  | 24. Juni 2017  | Christian Lohse    | Spargel mit Morcheln und Erbsen | 23     |
| 13  | 24. Juni 2017  | Alfons Schuhbeck   | Fleischpflanzerl auf Bratkartoffelpüree | 24     |
| 13  | 24. Juni 2017  | Cornelia Poletto   | Südtiroler Karamellapfel mit eigenem Sorbet | 26     |
| 14  | 1. Juli 2017   | Johann Lafer       | Asiatisches Beef in der Sesamrolle | 23     |
| 14  | 1. Juli 2017   | Alfons Schuhbeck   | Saibling auf Karotten-Ingwer-Soße mit Kräuter-Quinoa                                                                                               | 25     |
| 14  | 1. Juli 2017   | Roland Reuss       | Riesengarnelen à la Portuguese | 18     |
| 14  | 1. Juli 2017   | Ralf Zacherl       | Mandel-Pancake mit Rum-Ananas und Rosmarin-Joghurt-Sorbet                                                                                          | 20     |
| 15  | 8. Juli 2017   | Alfons Schuhbeck   | Surf and Turf mit Wachtelei und Mini-Mango-Salat                                                                                                   | 19     |
| 15  | 8. Juli 2017   | Johann Lafer       | Krustentiereintopf | 19     |
| 15  | 8. Juli 2017   | Cornelia Poletto   | Rehrücken mit Birnen-Bohnen-Speck-Salat und Lakritzsoße                                                                                            | 22     |
| 15  | 8. Juli 2017   | Meta Hiltebrand    | Timbale à la Meta | 15     |
| 16  | 22. Juli 2017  | Alexander Herrmann | Hamachi-Ceviche mit gebackenem Wan Tan | 23     |
| 16  | 22. Juli 2017  | Johann Lafer       | Garnelen-Zitronengras-Spieß mit Mango-Reis-Salat                                                                                                   | 25     |
| 16  | 22. Juli 2017  | Maria Groß         | Kaninchen mit Polenta und Zuckerschoten | 22     |
| 16  | 22. Juli 2017  | Nelson Müller      | Piña-Colada-Eis mit Ananas-Espuma | 28     |

### Staffel 2
| Nr. | Datum              | Köche              | Gerichte |
| --- | ------------------ | ------------------ | --- |
| 01  | 30. September 2017 | Alfons Schuhbeck   | Marinierter Butternusskürbis mit Chilibirne, Saibling, Calamaretti und würzigen Kürbiskernen                       |
| 01  | 30. September 2017 | Cornelia Poletto   | „Kartoffel-Panino“ mit Steinpilzen und Kräutersalat                                                                |
| 01  | 30. September 2017 | Alexander Kumptner | Langsam konfierte Schweinebäckchen mit Roter Bete im Rettich-Fond                                                  |
| 01  | 30. September 2017 | Johann Lafer       | Abgeflämmte Kürbis-Blüten mit Zwetschgensorbet                                                                     |
| 02  | 7. Oktober 2017    | Léa Linster        | Feiner Rote-Bete-Salat                                                                                             |
| 02  | 7. Oktober 2017    | Alfons Schuhbeck   | Forelle auf Erbsen-Wasabi-Sauce mit Pfifferlingen                                                                  |
| 02  | 7. Oktober 2017    | Maria Groß         | Reh – Thymian – Mandel                                                                                             |
| 02  | 7. Oktober 2017    | Christian Lohse    | Cheesecake mit Karamell-Hafer-Eiscreme                                                                             |
| 03  | 14. Oktober 2017   | Ralf Zacherl       | Tintenfisch – Sellerie – Chili                                                                                     |
| 03  | 14. Oktober 2017   | Johann Lafer       | Kalbsfrikadellen mit Steinpilzrahmsoße und Kürbis-Kichererbsen-Stampf                                              |
| 03  | 14. Oktober 2017   | Rainer Sass        | Lachs mit Wasabi-Sahne und Kartoffelpüree                                                                          |
| 03  | 14. Oktober 2017   | Tim Mälzer         | Gebratener Zander                                                                                                  |
| 03  | 14. Oktober 2017   | Sarah Wiener       | Kleiner Gugelhupf mit pannonischem Safran, Vanillebirne und Rotwein-Zabaione                                       |
| 04  | 21. Oktober 2017   | Alexander Herrmann | Gekneteter Spitzkohlsalat mit gebratener Blutwurst und Sauerrahm                                                   |
| 04  | 21. Oktober 2017   | Nelson Müller      | Jakobsmuschel \| Süßkartoffel \| Zitrusfrüchte \| Curryschaum                                                      |
| 04  | 21. Oktober 2017   | Ludwig Heer        | Rosa gebratener Kalbstafelspitz mit roten Zwiebeln, Rote-Bete-Gelee und Kartoffelsalatpüree                        |
| 04  | 21. Oktober 2017   | Maria Groß         | Buchteln mit eingeweckten Holunderbeeren                                                                           |
| 05  | 4. November 2017   | Christian Lohse    | Wan Tan Suppe – CL                                                                                                 |
| 05  | 4. November 2017   | Alexander Kumptner | Spicy Tuna mit Avocado-Mango-Salat und knusprigen Papadams                                                         |
| 05  | 4. November 2017   | Sarah Wiener       | Erdäpfel-Gulasch mit Steinpilzen                                                                                   |
| 05  | 4. November 2017   | Johann Lafer       | Vanille-Soufflé mit Mango-Passionsfruchtragout und Champagner-Sorbet                                               |
| 06  | 11. November 2017  | Alexander Herrmann | Geröstetes Blumenkohl-Couscous mit Orangen, Gewürzen und lauwarmen Rehtranchen                                     |
| 06  | 11. November 2017  | Maria Groß         | Carpaccio – Ricotta – Limone                                                                                       |
| 06  | 11. November 2017  | Christian Lohse    | Kochschinkenpfannkuchen mit Mayonnaise-Kartoffelsalat                                                              |
| 06  | 11. November 2017  | Mario Kotaska      | Kölner Domwaffel mit beschwipsten Äpfeln und Rum-Rosinen-Eis                                                       |
| 07  | 25. November 2017  | Nelson Müller      | Makrele \| Gurke \| Koriandermayonnaise                                                                            |
| 07  | 25. November 2017  | Mario Kotaska      | Kartoffelplätzchen mit geschmolzener Blutwurst und Trüffelsoße                                                     |
| 07  | 25. November 2017  | Cornelia Poletto   | Confierte Entenkeulen mit Graupenrisotto                                                                           |
| 07  | 25. November 2017  | Alexander Herrmann | Weißes Glühweinsorbet, Bratbirne, karamellisierte Macadamianüsse                                                   |
| 08  | 9. Dezember 2017   | Alexander Kumptner | Carpaccio vom Ochsen mit cremigem Estragon, Feta-Käse, eingelegten Roten Zwiebeln und geröstetem Ciabatta          |
| 08  | 9. Dezember 2017   | Ralf Zacherl       | Salat von Taube, Chicorée und Walnüssen                                                                            |
| 08  | 9. Dezember 2017   | Léa Linster        | Zartes Rehfilet mit Winterfrüchten und Schokoladen-Rotwein-Sauce                                                   |
| 08  | 9. Dezember 2017   | Christian Lohse    | Kaffee-Kakao-Creme                                                                                                 |
| 09  | 23. Dezember 2017  | Johann Lafer       | Rösti mit Sesamheilbutt und Wasabischaum                                                                           |
| 09  | 23. Dezember 2017  | Sarah Wiener       | Das Beste aus dem Reste „nach“weihnachtlich gefüllte Erdäpfelknödel mit Bröselbutter                               |
| 09  | 23. Dezember 2017  | Alfons Schuhbeck   | Rehrücken auf Apfel-Wirsing mit weißer Pfeffersauce und Porridge-Plätzchen                                         |
| 09  | 23. Dezember 2017  | Ludwig Heer        | Spekulatius-Kaiserschmarrn mit Glühweinbeeren, Sauerrahmsorbet und Gewürzschokolade                                |
| 10  | 6. Januar 2018     | Mario Kotaska      | Fischstäbchen mit Kartoffel-Gurkensalat und Joghurtremoulade                                                       |
| 10  | 6. Januar 2018     | Alexander Kumptner | Pasta mit cremigen Waldpilzen und Burrata                                                                          |
| 10  | 6. Januar 2018     | Alexander Herrmann | Spitzkohl-Roulade, Speckbrösel, Bierzwiebelsauce und Brotknöpfle                                                   |
| 10  | 6. Januar 2018     | Maria Groß         | Apfelkuchen |
| 11  | 20. Januar 2018    | Meta Hiltebrand    | Miesmuscheln in Lemongras-Vanille-Sud                                                                              |
| 11  | 20. Januar 2018    | Christian Lohse    | Lauch-Vinaigrette mit gerösteten und karamellisierten Cashewkernen                                                 |
| 11  | 20. Januar 2018    | Alexander Kumptner | Glasig gebratene Jakobsmuscheln und Carabineros mit einem Kürbis-Chili-Risotto, grünem Apfel und Petersilienschaum |
| 11  | 20. Januar 2018    | Cornelia Poletto   | „Cannolo siziliano“ gefüllt mit Ricotta auf Obstragout                                                             |
| 12  | 27. Januar 2018    | Maria Groß         | Pastramisnack |
| 12  | 27. Januar 2018    | Sebastian Lege     | Vegetarische indische Gemüsekrapfen mit Gurken-Minz-Dip                                                            |
| 12  | 27. Januar 2018    | Léa Linster        | Kabeljau mit feiner Kräuterbutter und etwas Gemüse                                                                 |
| 12  | 27. Januar 2018    | Alfons Schuhbeck   | Abg’schmolzener Almkäse                                                                                            |
| 13  | 3. März 2018       | Johann Lafer       | Blumenkohl »Couscous« mit Lammschaschlik                                                                           |
| 13  | 3. März 2018       | Sarah Wiener       | Grüne Erbsensuppe mit geräuchertem Bachsaibling, Apfel und Sellerie                                                |
| 13  | 3. März 2018       | Meta Hiltebrand    | Lachs mit Feige und einem Baumnuss-Oliven-Pesto – dazu Knusperbrot                                                 |
| 13  | 3. März 2018       | Alexander Kumptner | Orangensoufflé mit Zitrusfrucht-Salat und griechischem Joghurt-Eis                                                 |
| 14  | 17. März 2018      | Léa Linster        | Muscheln in Curry-Sahne-Sauce                                                                                      |
| 14  | 17. März 2018      | Christian Lohse    | Bresse Taube – Borschtsch – mit Koriandersmetana                                                                   |
| 14  | 17. März 2018      | Alfons Schuhbeck   | In Kaffee gebeiztes Kalbsfilet mit Moghrabieh und Safran-Orangen-Karotten                                          |
| 14  | 17. März 2018      | Sarah Wiener       | Süße Polenta mit Zitronenthymian und Portwein-Zwetschgen                                                           |
| 15  | 31. März 2018      | Alfons Schuhbeck   | Jakobsmuscheln mit Kiwi-Gurken-Salat und Joghurt-Limetten-Dip                                                      |
| 15  | 31. März 2018      | Brian Bojsen       | „Dänisches Küstenbrot“ – Smørrebrød mit Heilbutt, Baby Spinat, Radieschen, frischen Erbsen und dänischen Algen     |
| 15  | 31. März 2018      | Johann Lafer       | Spitzkohlröllchen mit Cranberry-Sauce                                                                              |
| 15  | 31. März 2018      | Cornelia Poletto   | „Pavlova“ mit Passionsfrucht und Mango                                                                             |
| 16  | 7. April 2018      | Tarik Rose         | Toskanisches Brotkompott                                                                                           |
| 16  | 7. April 2018      | Sarah Wiener       | Orientalischer Blumenkohl mit Granatapfelkernen und Koriander                                                      |
| 16  | 7. April 2018      | Tom Franz          | Chraime – Fischfilet in pikanter Tomatensauce pochiert                                                             |
| 16  | 7. April 2018      | Johann Lafer       | Geschmorte Birnen mit Biskotten und Vanilleeis                                                                     |
| 17  | 14. April 2018     | Cornelia Poletto   | Sylter Ceviche von der Nordseemakrele mit Wattbohnen und Knusperbrot                                               |
| 17  | 14. April 2018     | Alexander Herrmann | Kalbszunge mit Nuss-Brotschmelze, Kürbis und Currymilch                                                            |
| 17  | 14. April 2018     | Maria Groß         | Lamm – Senf – Grünzeug                                                                                             |
| 17  | 14. April 2018     | Alexander Kumptner | Loicher Omi’s Rahm-Schmarrn mit Earl-Grey-Pflaumen                                                                 |
| 18  | 21. April 2018     | Ralf Zacherl       | Straußenrührei mit Räucherlachs und einem Apfel-Sellerie-Fischkäse-Rambutan-Salat                                  |
| 18  | 21. April 2018     | Alfons Schuhbeck   | Gebratene Geflügelleber auf Feldsalat mit Walnüssen und Vanille-Chili-Birne                                        |
| 18  | 21. April 2018     | Cornelia Poletto   | Burger Deluxe à la Alfons                                                                                          |
| 18  | 21. April 2018     | Léa Linster        | Schokoeis mit Gummibärchen-Espuma und Kiwanoquark                                                                  |
| 19  | 28. April 2018     | Alfons Schuhbeck   | Rindertatar mit gebratenen Kartoffeln, Kaviar und Wachtelei                                                        |
| 19  | 28. April 2018     | Maria Groß         | Forelle – Limone – Gurke                                                                                           |
| 19  | 28. April 2018     | Johannes B. Kerner | Frikadellen à la Johannes                                                                                          |
| 19  | 28. April 2018     | Johann Lafer       | Wiener Schnitzel mit Steirischem Kartoffel-Gurken-Salat                                                            |
| 19  | 28. April 2018     | Tarik Rose         | Arme Ritter mit Beerenfrüchten                                                                                     |
| 20  | 5. Mai 2018        | Cornelia Poletto   | „Italienischer Kaviar“ – Belugalinsensalat mit geräuchertem Lachs und Meerrettich                                  |
| 20  | 5. Mai 2018        | Alexander Herrmann | Gepökelte Schweinebäckchen mit Pfeffer-Brotschmelze und sauren Schwenkkartoffeln                                   |
| 20  | 5. Mai 2018        | Nelson Müller      | Variation vom Kalb \| Herbsttrompeten \| Zwiebelravioli \| Selleriepüree                                           |
| 20  | 5. Mai 2018        | Sebastian Lege     | Süßkartoffelburger mit gefülltem Apfel Paddy und gegrillter Ananas-Salsa                                           |